# Мураптал
Мурапта́л (рос. Мураптал, башк. Мораптал) — присілок у складі Куюргазинського району Башкортостану, Росія. Входить до складу Мурапталовської сільської ради.
Колишня назва — селище Станції Мурапталово.
Населення — 41 особа (2010; 40 в 2002).
Національний склад:
- росіяни — 55%
- башкири — 37%